# Rzeżuszka alpejska

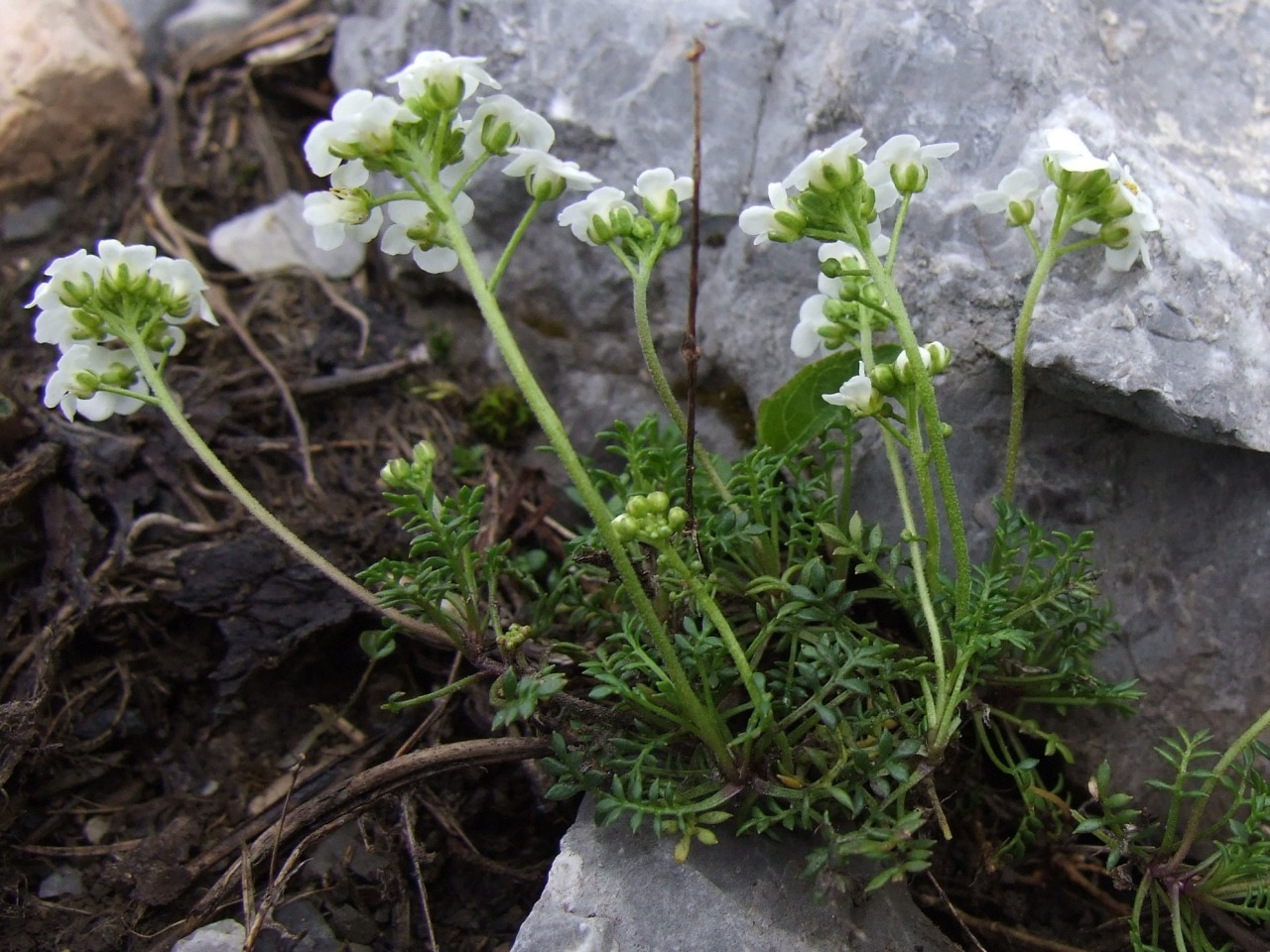

Rzeżuszka alpejska (Hornungia alpina (L.) O.Appel) – gatunek rośliny należący do rodziny kapustowatych. Występuje w górach Europy. W Polsce wyłącznie w Tatrach i jest tutaj dość częsta.

## Morfologia
PokrójRoślina tworzy luźne darnie. Oprócz pędów kwiatowych wytwarza również pędy płonne. Ma wysokość 3-10(15) cm. Jest krótko owłosiona.
ŁodygaWzniesiona, pojedyncza, o wysokości 3-16 cm, ulistniona w dolnej części.
LiściePierzastosieczne o krótkich i wąskich łatkach. Na pędach płonych wyrastają skrętolegle, na kwiatowych tworzą różyczkę.
KwiatyDrobne, białe, 4-krotne, zebrane w grono. Płatki korony dwukrotnie dłuższe od kielicha.
OwocEliptyczna, spłaszczona, dwukomorowa zwykle łuszczynka o długości 4-5 mm na krótkiej szyjce. Zawiera 2-4 nasiona.

## Biologia i ekologia
RozwójBylina, hemikryptofit. Kwitnie od czerwca do sierpnia.
SiedliskoMurawy skalne, skały, piargi, brzegi potoków.  Najczęściej na podłożu wapiennym, rzadko na granicie. W Tatrach występuje we wszystkich piętrach roślinności, głównie w piętrze kosówki i piętrze halnym.
FitosocjologiaGatunek charakterystyczny dla Ass. Saxifragetum wahlenbergii.